# Henry Smart (Geiger)
Henry Smart (* 1778 in London; † 16. März 1824 in Dublin) war ein englischer Geiger, Bratschist und Komponist.

## Leben
Der Sohn des Musikverlegers George Smart schlug wie seine Geschwister Charles Frederick und George Thomas Smart eine musikalische Laufbahn ein. Er hatte den ersten Violinunterricht bei William Cramer. Um 1794 war er Musiker im Opernorchester des King’s Theatre. Etwa zur gleichen Zeit spielte er auch in Konzerten der Academy of Ancient Music.
Ab 1809 war er Leiter des Orchesters des English Opera House und von 1812 bis 1821 Orchesterleiter des Drury Lane Theatre. Er war außerdem Mitglied und gelegentlich Leiter des Orchesters der Royal Philharmonic Society. 1821 gründete er in London eine Klavierfabrik. Auf einer Reise nach Dublin infizierte er sich mit Typhus und verstarb dort.
Von Smarts Kompositionen sind zwei Ballettmusiken bekannt, Laurette und L’amitié à l’épreuve, die beide 1803 uraufgeführt wurden, außerdem einige Duos für Violine und Bratsche. Einige Lieder, die ihm im Catalogue of Printed Music in the British Museum zugeschrieben werden, entstanden zeitlich so früh, dass sie wohl eher von seinem Vater stammen.

## Familie
Smart hatte zwei Kinder: Henry Smart, der als Organist und Komponist bekannt wurde, und Harriet Anne Smart, die den Maler William Callow heiratete.